# Idalmis Gato
Idalmis Gato (Camagüey, 30 de agosto de 1971) es una exjugadora de voleibol cubana. Desde el año 1992 hasta 2000 participó en 3 Juegos Olímpicos,  consiguiendo en todos ellos la medalla de oro. 